# Gustav von Neufville
Gustav Adolf von (de) Neufville (* 24. Dezember 1820 in Frankfurt am Main; † 18. August 1886 ebenda) war ein deutscher Bankier und Abgeordneter.

## Familie
Gustav de Neufville war der Sohn des Bankier Jakob Wilhelm de Neufville(-Humser) (1794–1859) und dessen Ehefrau Sara, geborene Humser (1796–1847). Er war evangelischer Konfession und heiratete am 26. April 1852 in Frankfurt am Main Johanna Konradine Karoline Büttner (* 17. Februar 1829 in Frankfurt am Main; †  5. April 1876 ebenda). Aus er Ehe gingen folgende Kinder hervor:
- Otto von Neufville (1853–1897), Bankier, Teilhaber des Bankhauses David und Jakob de Neufville, Königlich Italienischer Generalkonsul
- Alfred von Neufville (1856–1900), Bankier, Teilhaber des Bankhauses David und Jakob de Neufville, Königlich Preußischer Kommerzienrat, Königlich Italienischer Konsul in Frankfurt am Main, Königlich Preußischer Rittmeister der Reserve a. D., verheiratet mit Anna Mumm von Schwarzenstein
- Therese Andreae (* 1859), heiratete 1880 den Bankier Albert Andreae de Neufville

Am 17. Dezember 1883 erfolgte die Aufnahme in den preußischen Adel. Während er ursprünglich das französische Adelsprädikat „de“ führte, führte er nun das deutsche „von“.

## Leben
De Neufville lebte als Bankier in Frankfurt am Main. Er war Teilhaber und später Leiter des Bankhauses D. & J. de Neufville. Von 1851 bis 1880 war er Mitglied von 1856 bis 1862 Subsenior (stellvertretender Vorsitzender), von 1862 bis 1871 Senior (Vorsitzender), von 1871 bis 1883 Präsident und danach Ehrenpräsident der Frankfurter Handelskammer. Er gehörte dem Aufsichtsrat der Deutschen Effecten- und Wechselbank und der Deutschen Vereinsbank an.
1859 sowie von 1863 bis zum Ende der Freie Stadt Frankfurt war er Mitglied im Gesetzgebenden Körper der Freien Stadt Frankfurt. Er wurde 1884 in den Preußischer Staatsrat berufen und mit dem Titel eines Geheimen Kommerzienrates ausgezeichnet.